# Октябрська сільська рада (Первомайський район)
Октябрська сільська́ ра́да — адміністративно-територіальна одиниця та орган місцевого самоврядування в Первомайському районі Автономної Республіки Крим. Адміністративний центр — село Октябрське.

## Загальні відомості
- Населення ради: 1 659 осіб (станом на 2001 рік)

## Населені пункти
Сільській раді підпорядковані населені пункти:
- с. Октябрське
- с. Кам'янка

## Склад ради
Рада складається з 16 депутатів та голови.
- Голова ради: Абдішев Осман Сєйбєкірович

### Керівний склад попередніх скликань
| Прізвище, ім'я, по батькові | Основні відомості                                                 | Дата обрання | Дата звільнення |
| --------------------------- | ----------------------------------------------------------------- | ------------ | --------------- |
| Волков Валерій Павлович     | Сільський голова, 1949 року народження, безпартійний              | 26.03.2006   | 31.10.2010      |
| Абдішев Осман Сєйбєкірович  | Сільський голова, 1974 року народження, освіта вища, безпартійний | 31.10.2010   |                 |

Примітка: таблиця складена за даними сайту Верховної Ради України

### Депутати
За результатами місцевих виборів 2010 року:
- Кількість мандатів: 16
- Кількість мандатів, отриманих за результатами виборів: 15
- Кількість мандатів, що залишаються вакантними: 1

#### За суб'єктами висування
| Суб'єкт висування | Кількість обраних депутатів | %    |
| ----------------- | --------------------------- | ---- |
| Самовисування     | 8                           | 53,3 |
| Партія регіонів   | 6                           | 40   |
| Партія «Союз»     | 1                           | 6,7  |

#### За округами
| № округу        | Прізвище, ім'я, по батькові  | Дата визнання обраним | Освіта             | Партійна приналежність | Відомості про обраного депутата                       |
| --------------- | ---------------------------- | --------------------- | ------------------ | ---------------------- | ----------------------------------------------------- |
| Партія регіонів |                              |                       |                    |                        |                                                       |
| 3               | Лещенко Наталя Трохимівна    | 05.11.2010            | середня            | член Партії регіонів   | сільське відділення зв'язку, поштар                   |
| 4               | Суріс Тетяна Іванівна        | 05.11.2010            | середня спеціальна | член Партії регіонів   | Октябрська загальноосвітня школа, педагог-організатор |
| 7               | Госедло Наталя Володимирівна | 05.11.2010            | середня спеціальна | член Партії регіонів   | сільський будинок культури, директор                  |
| 8               | Пашкевич Іван Георгійович    | 05.11.2010            | середня            | член Партії регіонів   | пенсіонер                                             |
| 11              | Лаврова Лідія Василівна      | 05.11.2010            | середня спеціальна | член Партії регіонів   | Октябрська загальноосвітня школа, вчитель             |
| 15              | Музичук Галина Григорівна    | 05.11.2010            | середня спеціальна | член Партії регіонів   | Октябрська сільська рада, спеціаліст 2-ї категорії    |
| Партія «Союз»   |                              |                       |                    |                        |                                                       |
| 13              | Шумілкін Анатолій Петрович   | 05.11.2010            | середня            | член Партії «Союз»     | тимчасово не працює                                   |
| Самовисування   |                              |                       |                    |                        |                                                       |
| 1               | Азізов Айдер Шевкетович      | 05.11.2010            | середня спеціальна | позапартійний          | тимчасово не працює                                   |
| 2               | Ткачук Олександр Михайлович  | 05.11.2010            | середня спеціальна | позапартійний          | тимчасово не працює                                   |
| 5               | Рустемова Дляра Абібуллаївна | 05.11.2010            | середня спеціальна | позапартійна           | Октябрська загальноосвітня школа, бібліотекар         |
| 9               | Убайдуллаєв Решат Рашидович  | 05.11.2010            | середня            | позапартійний          | приватний підприємець                                 |
| 10              | Асанова Лімара Рашидівна     | 05.11.2010            | середня            | позапартійна           | територіальний центр, перукар                         |
| 12              | Каунов Володимир Дмитрович   | 05.11.2010            | середня спеціальна | позапартійний          | тимчасово не працює                                   |
| 14              | Сулейманова Ельміра Алімівна | 05.11.2010            | вища               | позапартійна           | тимчасово не працює                                   |
| 16              | Азізов Сервер Редванович     | 05.11.2010            | середня            | позапартійний          | тимчасово не працює                                   |